# ギャルド・レピュブリケーヌ管弦楽団
ギャルド・レピュブリケーヌ管弦楽団（ギャルド・レピュブリケーヌかんげんがくだん、仏: Orchestre de la Garde Républicaine）は、フランス国家憲兵隊の共和国親衛隊（Garde républicaine）に所属している軍楽隊である。

## 概要
日本では今日では「ギャルド」の略称で親しまれているが、戦前は「ガルド・レピュブリケーヌ」のように呼ばれていた。

楽団の、特に吹奏楽の演奏は高いレベルである。軍楽隊では吹奏楽編成を採用しているところが多いが、管弦楽の編成をとることができるように弦楽器奏者を加えている。

軍楽隊ではあるが、今日ではマーチングバンド形態などの演奏は一切行わず、コンサート形態での演奏にのみ専念している。
日本へは1961年11月に軍楽隊（吹奏楽編成）が第7代楽長フランソワ＝ジュリアン・ブラン以下76名が初来日し、バッハ、ラヴェル、ドビュッシー、ロッシーニ、ベルリオーズ、レスピーギの管弦楽作品の編曲等の演奏を披露し、日本の吹奏楽発展に大きく寄与した。また、初来日時には、東京、杉並公会堂で瀬戸口藤吉の『軍艦行進曲』、團伊玖磨の『祝典行進曲』等の日本人作曲家の吹奏楽曲と、ギャルドのためにフローラン・シュミットが作曲した『ディオニソスの祭り』、ドビュッシーの『牧神の午後への前奏曲』、ビゼーの『アルルの女』第2組曲より「ファランドール」を演奏、ステレオ録音を行った。2007年3月のNHK-FM放送の番組「今日は1日吹奏楽三昧」では、NHKで発見された、初来日した際のBプログラムのライブ録音が放送され、話題となった。2009年6月にNHKが初来日のライブ音源をCD化し、発売した。

## 歴史

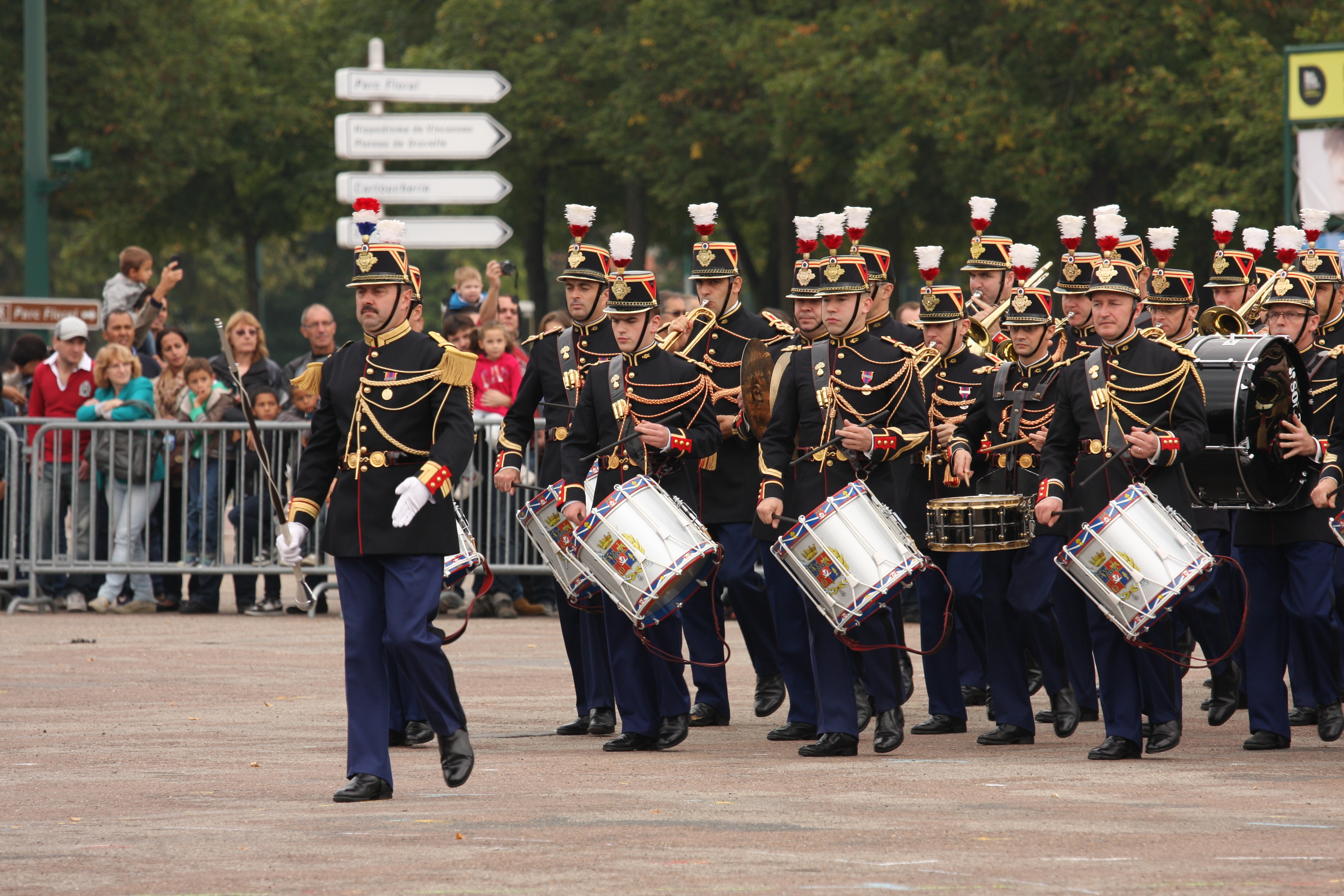

- 1848年 - パリ防衛軍のメンバーにより12名の騎馬ファンファーレ隊が創設される。
これが共和国親衛隊音楽隊の始まりであり、現在でも当騎兵連隊には騎馬ファンファーレ隊が置かれている。
- 1856年 - 隊員56名からなる吹奏楽編成の親衛隊音楽隊を編成。
- 1867年 - パリ万博で行われた国際軍楽隊コンクールでプロイセンの軍楽隊とともに1等賞を受賞。
このコンクールで審査員を務めた20名の中には、当時の著名な音楽家であるベルリオーズ、グノー、ドリーブが含まれており、彼らがサインした表彰状が共和国親衛隊の古文書館に保存されている。
- 1871年 - 帝制から共和制に変わると共に、ギャルド・レピュブリケーヌ（共和国親衛隊）の名称を使うようになる。
- 1931年 - 吹奏楽版「ボレロ」を初演[2]。指揮はモーリス・ラヴェル。
- 1947年 - 当時のオリオール大統領の勧告により、オーケストラも編成できるように40名の弦楽セクションを増員。
- 1961年 - 初来日。

## 歴代楽長
楽長はコンクールによって選ばれる。応募対象者は陸海空軍の軍楽隊長に限られていたが、1971年12月23日付の法令で広く民間人にも門戸が広げられた。
- 初代：ジャン・ジョルジュ・ポーリュス（1848年 - 1873年）
- 第2代：アドルフ・ヴァランタン・セルニック（1873年 - 1884年）
- 第3代：ギュスターヴ・ウェットジュ（1884年 - 1893年）
- 第4代：フィリップ・シャルル・ガブリエル・パレス（1893年 - 1910年）
- 第5代：ギヨーム・バレー（1910年 - 1927年）
- 第6代：ピエール・レオン・デュポン（1927年 - 1944年）
  - 楽長代行：フェリシアン・フォーレ（1944年 - 1945年）
- 第7代：フランソワ＝ジュリアン・ブラン（1945年 - 1969年）
  - 楽長代行：レーモン・リシャール（1969年 - 1972年）
- 第8代：ロジェ・ブトリー（1973年 - 1997年）
- 第9代：フランソワ・ブーランジェ（1997年 - ）
- バスティアン・スティル（2024年 - ）

## 編成
現在、共和国親衛隊音楽隊は吹奏楽編成の音楽隊に加えて弦楽器奏者を加えて編成されている。国家憲兵隊の3名の士官（楽長（国家憲兵隊中佐：指揮）、副楽長（指揮）、編成担当士官）の他に116名の演奏隊員で構成されている。
演奏隊員は2年間の訓練期間を経て准尉に昇進する。ほとんどの演奏隊員の階級は国家憲兵隊准尉である。演奏隊員のほとんどはパリ音楽院の卒業者であり、民間との兼職が認められている。現在、22名が民間オーケストラのメンバーを兼務、49名が私立音楽学校教授を兼務している。
現在の楽器別演奏者人数は下記のとおりである。
- 第1クラリネット 11名
- 第2クラリネット 7名
- E♭クラリネット 2名
- アルトクラリネット、バスクラリネット 4名
- フルート、ピッコロ 4名
- オーボエ、コーラングレ 4名
- ホルン 7名
- ファゴット 4名
- トロンボーン 4名
- コントラバス 2名（吹奏楽編成でも加わる）
- ユーフォニアム（サクソルン・バス使用） 4名
- トランペット 7名
- サクソフォン 7名
- 打楽器 6名
- ハープ 2名
- 吹奏楽編曲担当 1名
- 第1バイオリン 12名
- 第2バイオリン 10名
- ヴィオラ 8名
- コントラバス 3名（管弦楽の演奏時のみ）
- チェロ 6名